# Casa de la India
La Casa de la India en Valladolid, comunidad autónoma de Castilla y León, España, es una fundación creada en marzo de 2003 por la República de la India, el Ayuntamiento de Valladolid  y la Universidad de Valladolid como patronos fundadores. Como única Casa de la India en España y tercera en Europa tras las de Londres y Berlín, es el punto de referencia de la cultura india y de las relaciones bilaterales entre India y España.

## Actividad
La sede principal, inaugurada en noviembre de 2006, es un edificio de principios del siglo XX con motivos orientalistas ubicado en el centro de Valladolid. Cuenta con una biblioteca, aulas para impartir clases de lengua hindi, cursos, talleres y seminarios, sala de exposiciones, y un salón de actos polivalente, donde se presentan conferencias, ciclos de cine, espectáculos de artes escénicas, música, etc. con un aforo de 120 personas.
La actividad de la Casa se centra en tres ámbitos: cultural, educativo, y de cooperación y empresa. 
Paralelo a su programación cultural, que incluye regularmente un amplio abanico de  manifestaciones artísticas para todos los públicos, la Casa de la India, a través de sus actividades de formación, cooperación y empresa, quiere asimismo dar a conocer en España el gran potencial económico y científico-tecnológico de la India actual y facilitar un mayor intercambio entre la sociedad civil de ambos países.